# Мелихов, Владимир Михайлович
Мелихов Владимир Михайлович – российский тяжелоатлет, мастер спорта международного класса, бронзовый призёр чемпионата Европы, участник двух чемпионатов мира, многократный чемпион и рекордсмен России и СССР.  

## Биография
Родился 21 января 1966 года в городе Волгограде. В 1982 году окончил среднюю школу.  В 1987 году ВГСХИ по специальности ученый агроном.
Победитель  Кубка Дружбы 1990 года. На Спартакиаде народов  РСФСР который проходил в городе Ленинграде показал результаты: рывок 132,5 кг толчок 160 кг, сумма 292,5 кг. Эти результаты являются действующими рекордами России в весовой категории 59 кг. Тренер Асталопов Виктор Иванович.
Владимир Мелихов участник двух чемпионатов мира  в  Стамбуле (7 место) и в Гуанчжоу (14 место). Призёр чемпионата Европы 1994 года в Чехии: рывок 122,5 кг (3 место), толчок 157.5 кг(3 место), сумма 280 кг(4 место). 

## Личная жизнь
Женат, имеет сына.